# Galsjön, Härjedalen
Galsjön är en sjö i Härjedalens kommun i Härjedalen och ingår i Ljusnans huvudavrinningsområde. Sjön har en area på 0,26 kvadratkilometer och ligger 506 meter över havet.

## Delavrinningsområde
Galsjön ingår i det delavrinningsområde (685240-141134) som SMHI kallar för Mynnar i Orrmosjön. Medelhöjden är 571 meter över havet och ytan är 31,31 kvadratkilometer. Räknas de 8 avrinningsområdena uppströms in blir den ackumulerade arean 186,55 kvadratkilometer. Ällan som avvattnar avrinningsområdet har biflödesordning 4, vilket innebär att vattnet flödar genom totalt 4 vattendrag innan det når havet efter 286 kilometer. Avrinningsområdet består mestadels av skog (69 procent) och sankmarker (28 procent). Avrinningsområdet har 0,26 kvadratkilometer vattenytor vilket ger det en sjöprocent på 0,8 procent.